# 刘建藩
刘建藩（1887年—1918年5月5日），字崑涛，湖南醴陵人。
刘建藩曾就读于保定陆军速成学堂骑兵科，后加入中国同盟会。毕业后，曾任广西学兵营骑兵队队长、学兵营同盟会支部部长、骑后营管带。武昌起义后任第八师骑兵团团长。二次革命失败后，赴日本就读于早稻田大学。1916年回国后，任湖南营产清理处处长、零陵镇守使。1917年7月，段祺瑞執掌北洋政府大權，派大將傅良佐任湖南督軍，傅良佐到任立即免去林修梅和劉建藩軍職（兩人均屬中國同盟會，他們的上司湖南巡撫兼國民黨元老譚延闓亦於一個月前被段祺瑞免職）。林修梅和劉建藩不服，1917年9月18日起參與護法戰爭（1917/7-1918/5）反抗北洋政府，並宣佈湖南獨立，控制了湘南的24個縣，推程潜为湖南护法军总司令。1918年5月5日与北洋军张敬尧作战中落水身亡。广东护法军政府后追赠其陆军中将衔。